# Reportažni roman
Reportažni roman je oblika dokumentarne pripovedi, ki v sedanjiku objektivno opisuje in pripoveduje o izpričanih stvareh, osebah ali dogodkih. Zgleduje se pri novinarskih žanrih reportaži, intervjuju, anketi in citira časopisne izrezke. Nekateri avtorji prihajajo iz novinarskih vrst ali pa si izberejo pripovedovalca novinarja (reporterja).

## Nastanek reportažnega romana
Razvil se je v 30. letih 20. stoletja, zlasti v sovjetski literaturi in pri tistih zahodnih avtorjih, ki jih je fasciniral sovjetski socialni eksperiment po oktobrski revoluciji. Dokumentiral je različne vrste družbenih manifestacij in akcij, odnose v neposredni proizvodnji. Nastanek reportažne proze opazimo pri futuristih in konstruktivistih, svojo utemeljitev pa je dobila leta 1929 v »literaturi dejstev«. Še enkrat se je obnovil v sovjetski publicistični, potopisni in spominsko-esejistični prozi po drugi svetovni vojni, kakršno so pisali Ovečkin, Erenburg, Paustovski, Tendrjakov, Solženicin, Kuznecov, Nekrasov, Bondarev, Katajev in drugi. Gre za obliko socialno angažirane literature. Pisatelji radi poudarjajo, da so gradivo za roman natančno preštudirali.
Ni samo novinarstvo vplivalo na roman, ampak tudi narobe. Uporaba literarnih postopkov v novinarskih žanrih je v ZDA dobila ime novi žurnalizem (new journalism); izraz je utrdil pisatelj in novinar Tom Wolfe. V zvezi s Trumanom Capotejem pa uporabljajo izraze nefikcijski roman (non-fiction novel), fakcija (faction), creative nonfiction, docufiction, narrative journalism, literary reportage.

## Slovenski reportažni roman
Na Slovenskem je izraz reportažni roman v rabi od 1931 do 50. let, zlasti za socialnorealistične pisatelje. V tedniku za radiofonijo Radio Ljubljana, glasilo slovenskih poslušalcev je 1935 izhajal "dokumentarični reportažni roman" Al Capone – car chicaških banditov Freda D. Pasleya, ki spada pravzaprav v žanr biografskega romana. Kritika je uporabila izraz v zvezi z naslednjimi romani: Mira Mihelič: Tiha voda, Anton Ingolič: Vinski vrh (roman v dveh delih – Žeja in Trgatev) in Pot po nasipu, Kje ste, Lamutovi (1966) in Lastovka čez ocean (1966; pripovedovalec je v vlogi novinarke), Boris Pahor: Nomadi brez oaze, Edvard Kocbek: Luči na severu, Prežihov Voranc: Požganica, prekmurski emigrant Frank Bükvič je v štirih knjigah napisal Brezdomce. Reportažni slog je gojil Ivan Potrč, mešanica reportaže in leposlovja so tudi potopisi Ivana Sivca (Prve lastovke, Ranjeno drevo, 2008, Ribčev dohtar, 2009).
Za krajše oblike reportažnega leposlovja oziroma dokumentarne fikcije so bili v rabi tudi izrazi reportažna pripoved, reportažna proza, reportažna črtica, reportažna lirika.

## Reportažni roman v drugih literaturah
- Amerika: Louis Adamič: A Story of American Lives (1935), Cradle of Life: A Story of One Man's Beginnings (1936), zlasti pa v 60. letih 20. stoletja: John Dos Passos, Tom Wolfe, Truman Capote
- Nemčija: Rudolf Braune: Das Mädchen an der Orga Pivat, Otmar Krainz: Oel um Rickett, Erich Maria Remarque, Christiane F.: Mi, otroci s postaje Zoo, Theodor Plivier: Stalingrad, Volker Neuhaus
- Češka: Eduard Bass: Divoky život Aleksandra Staviskeho
- Francija: Francis Carco: Kupljiva ljubezen, Skrite podobe, Ulica, Prevedeno iz rokovnjaščine, Črna svetloba
- Sovjetska zveza: Boris Andrejevič Lavrenjev: Edeninštirideseti, Ivan Solonjevič: Rusija u kourlogori, Ilja Ilf in Evgenij Petrov: Enonadstropna Amerika